# Communauté indienne de Prairie Island
Prairie Island est une réserve indienne américaine située dans le Minnesota, habitée par des Sioux Mdewakanton, le long du fleuve Mississippi. La majeure partie de la réserve se trouve maintenant dans la ville de Red Wing, qui s’est développée après la mise de côté de ces terres.

## Histoire
La région a été créée dans le cadre d'une réserve des bandes de Mdewakanton et de Wahpekute du Bas-Sioux en vertu du Traité de Traverse des Sioux de 1851 avec le gouvernement fédéral. À l'origine, il s'étendait sur environ 110 km le long de la rivière Minnesota et faisait 30 km de large. 
Le territoire a été considérablement réduit après la guerre des Sioux de 1862 (également connue sous les noms de soulèvement des Sioux, révolte des Dakotas ou encore guerre de Little Crow). Au recensement de 2000, cette réserve inférieure avait une population de 335 habitants et une superficie de 2,705 km2.
La zone autour de la réserve est principalement rurale, développée au XXIe siècle pour les cultures agricoles de maïs et de soja. La conversion des ruisseaux de la région en fossés agricoles a également modifié l'habitat et réduit la diversité de l'écologie.

### Efforts de résiliation
Entre les années 1940 et 1960, le gouvernement des États-Unis (y compris le Congrès) avait pour politique de mettre fin aux tribus, c'est-à-dire de mettre fin aux relations spéciales qu'elles entretenaient avec le gouvernement fédéral. On croyait que les tribus sélectionnées sembleraient s’être adaptées avec succès à la culture dominante: dans le processus, toutes les terres communales seraient distribuées à des ménages individuels et les individus deviendraient des résidents de leurs comtés et états respectifs, et de leur juridiction.
Quatre tribus amérindiennes (chacune associée à des réserves distinctes) du Minnesota furent appelées à disparaître dans les années 1950. Une note de service du BIA datée du 19 janvier 1955, publiée par le ministère de l'Intérieur, indiquait que de nouvelles législations étaient envisagées pour les tribus qui étaient principalement des Dakota du sud du Minnesota, y compris la Réserve indienne inférieure des Sioux dans les comtés de Redwood et Scott, la communauté indienne d'Upper Sioux du comté de Yellow Medicine, ainsi que celles de la communauté indienne de Prairie Island du comté de Goodhue et une quinzaine de personnes vivant dans des zones réglementées du comté de Yellow Medicine.
Les discussions entre la BIA et les Indiens tribaux de la région ciblée ont débuté en 1953 et se sont poursuivies tout au long de 1954. Bien que les communautés des Prairies et des Sioux inférieurs aient rédigé des accords pour la distribution de terres à des ménages et à des propriétaires, les Sioux supérieurs s’opposaient fermement au titre en fief simple terres tribales. Le 26 janvier 1955, le sénateur Edward John Thye a présenté un projet de loi (S704) prévoyant la dissolution des tribus. Outre l'opposition des Dakota, les résidents de la région se sont opposés à la résiliation, affirmant que les dépenses des comtés et des États pourraient augmenter pour les zones alors réservées, et ils se sont opposés à ce que le comité examine le projet de loi. La Commission des droits de l'homme du gouverneur du Minnesota s'est également opposée à la législation, indiquant qu'elle "ne protégerait pas de manière adéquate les intérêts des Indiens".

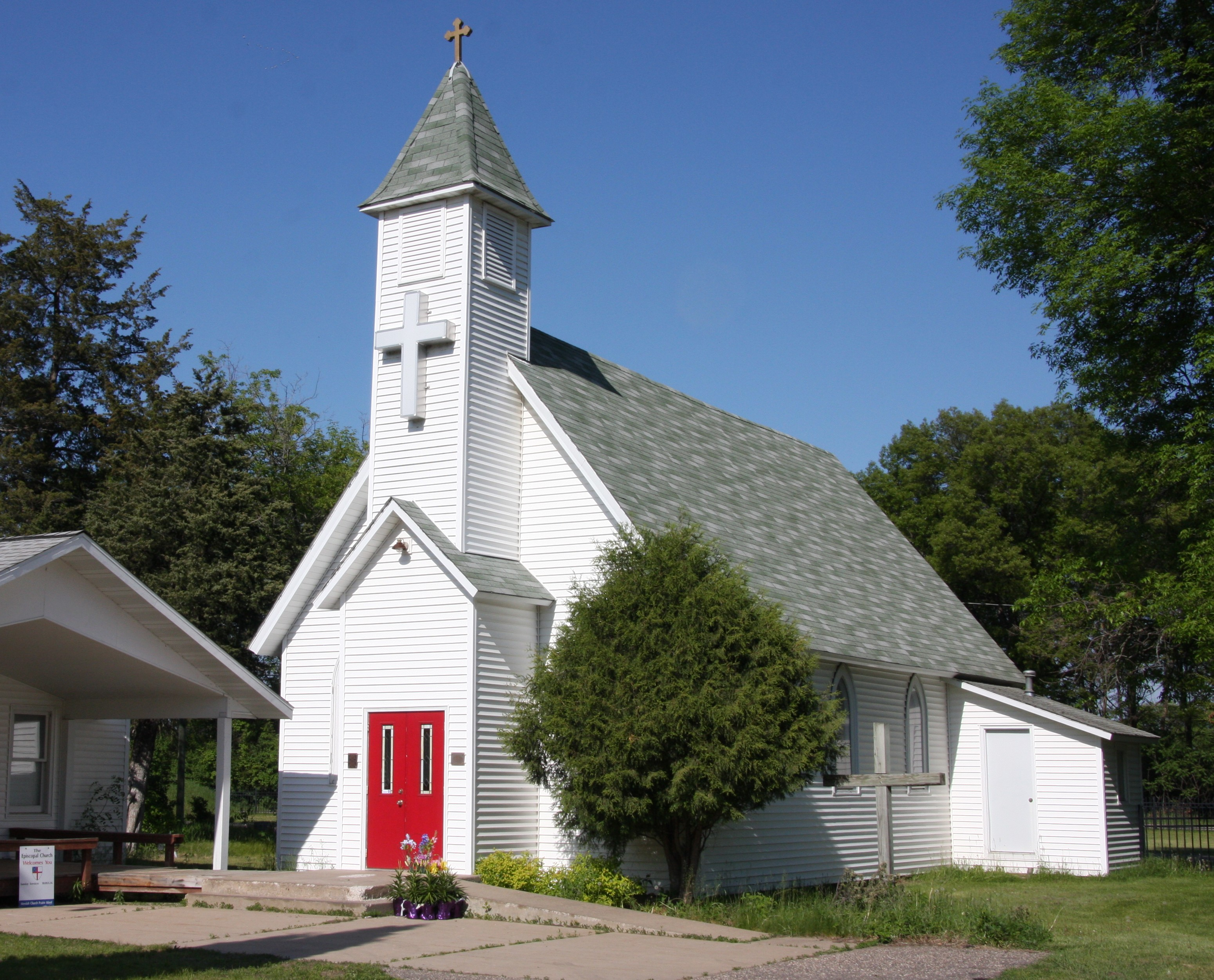
Église de la missionépiscopale de Prairie Island

## Grands projets fédéraux
La Communauté a perdu des terres au profit de grands projets fédéraux. Le Congrès autorisa le Corps des ingénieurs de l'armée américaine à construire l'écluse et le barrage n ° 3 le long du fleuve pour améliorer la navigation, et s'empara des terres réservées à cette fin. 
Plus tard, le gouvernement fédéral a autorisé la construction, en 1973, de la centrale nucléaire de Prairie Island, située à proximité, ce qui a permis d’exproprier davantage de terres dans la réserve. Cette centrale a été très controversée en raison du stockage de ses déchets nucléaires dans de grands containers en acier sur le site même qui est une zone inondable du Mississippi. L'opposition de la réserve indienne proche de Prairie Island s'est manifestée pour réduire le nombre de containers autorisés à 17 (au lieu de 48 initialement prévus), juste assez pour permettre à la centrale de continuer son exploitation jusqu'en 2003.
En 2003, Xcel a obtenu du Minnesota l'autorité législative nécessaire pour augmenter le nombre de fûts de déchets radioactifs sur le site. Le législateur a accédé à la demande mais a demandé à l'entreprise de recourir davantage aux énergies renouvelables pour la production d'énergie, telle que l'énergie éolienne. En outre, il était nécessaire de verser 2,25 millions de dollars par an à la communauté adjacente des Prairies pour l'aider à améliorer son plan d'évacuation (en cas d'accident nucléaire), ainsi que pour l'acquisition et la mise en valeur de nouveaux terrains pour sa réservation. En outre, cet argent devait permettre de financer des études de santé et des activités de gestion des urgences menées par la petite tribu.
Au XXIe siècle, la communauté des îles des Prairies se sont opposés au renouvellement par le CNRC du permis d'exploitation de cette usine, qui a cependant été approuvé en juin 2011,.

## Démographie

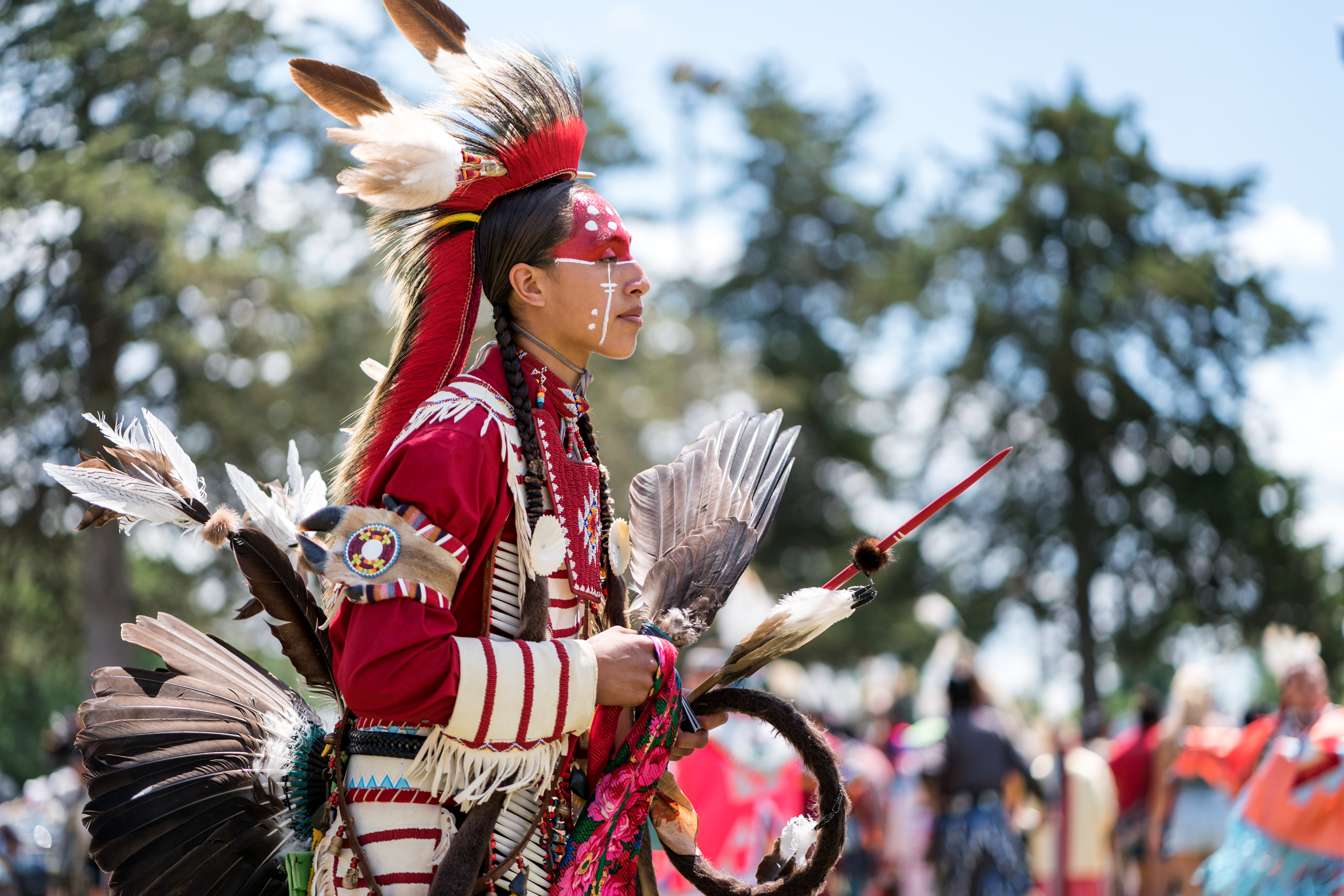
Powow de la tribu Wacipi (Prairie Island)

Sa population s'élève en 2016 à 170 habitants selon l'American Community Survey.
| Groupe            | Prairie Island | Minnesota | États-Unis |
| ----------------- | -------------- | --------- | ---------- |
| Amérindiens       | 71,4           | 1,1       | 0,9        |
| Blancs            | 15,2           | 85,3      | 72,4       |
| Métis             | 11,1           | 2,4       | 2,9        |
| Autres            | 2,3            | 11,2      | 23,8       |
| Total             | 100            | 100       | 100        |
|                   |                |           |            |
| Latino-Américains | 6,5            | 4,7       | 16,7       |

Selon l'American Community Survey, pour la période 2011-2015, 77,64 % de la population âgée de plus de 5 ans déclare parler l'anglais à la maison, 21,12 % le dakota et 1,24 % le coréen.

## Localités
- Minneapolis, le siège du comté de Hennepin dans l'État du Minnesota, aux États-Unis, est située à 50 kilomètres de la réserve.
- Zumbrota  est située à 45 kilomètres de la réserve. Le nom Zumbrota semble provenir d'une corruption du nom français de la rivière Zumbro locale , Rivière des Embarras (rivière Obstruction), associée à Dakota toŋ (village)[8].
- Hastings  est située à 25 kilomètres de la réserve.

## Transports
L' U.S. Route 2 (aussi appelée U.S. Highway 2, abrégé en US 2) est une route qui traverse le nord des États-Unis d'est en ouest. La route 2 du comté traverse la réserve et la relie à la route U.S. Route 71 (officiellement U.S. Route 71) est une autoroute de type U.S. Route d'axe Nord/Sud, longue de 2 466 km (1 532 miles), et à la U.S. Route 19 (aussi appelée U.S. Highway 19, abrégée en US 19) est une autoroute américaine de plus de 2 300 km, qui connecte le Golfe du Mexique au lac Érié.